# Oleh Petrovics Bazilevics
Oleh Petrovics Bazilevics, ukránul: Олег Петрович Базилевич (Kijev, 1938. július 6. – Kijev, 2018. október 16.) szovjet-ukrán labdarúgó, edző. 1993 és 1994 között az ukrán válogatott szövetségi kapitánya.

## Pályafutása

### Játékosként
1957 és 1965 között a Gyinamo Kijev, 1966-ban a Csernomorec Odessza, 1967–68-ban a Sahtyor Donyeck labdarúgója volt.

### Edzőként
1969–70-ben a Deszna, 1971-ben a Sahtyor Kadijivka, 1972-ben az Avtomobiliszt Zsitomir, 1972–73-ban a Sahtyor Donyeck edzője volt. 1974 és 1976 között a Gyinamo Kijev, 1975–76-ban a szovjet válogatott segédedzője volt Valerij Lobanovszkij mellett. 1977–78-ban a Gyinamo Minszk, 1979-ben a Pahtakor Taskent, 1980–81-ben a CSZKA Moszkva, 1984-ben a Zorja Vorosilovgrád vezetőedzője volt. 1985-ben az ukrán ifjúsági válogatott, majd 1986-ban ismét a Sahtyor Donyeck edzője volt.
1987–88-ban a bolgár Szlavija Szofija vezetőedzője volt. 1988–89-ben a bolgár olimpiai válogatott szövetségi kapitányaként tevékenykedett. 1992 és 1994 között az ukrán válogatott szövetségi kapitánya volt. 1995–96-ban a kuvaiti olimpiai válogatott, 1997-ben az Al Kuvait edzőjeként dolgozott.

## Sikerei, díjai

### Játékosként
Gyinamo Kijev
- Szovjet bajnokság
  - bajnok: 1961
  - 2. (2): 1960, 1965
- Szovjet kupa
  - győztes: 1964

### Edzőként
Gyinamo Kijev
- Szovjet bajnokság
  - bajnok (2): 1974, 1975
- Szovjet kupa
  - győztes: 1974
- Kupagyőztesek Európa-kupája (KEK)
  - győztes: 1974–75
- UEFA-szuperkupa
  - győztes: 1975

 Szovjetunió
- Olimpiai játékok
  - bronzérmes: 1976, Montréal